# Lepthyphantes biseriatus
Lepthyphantes biseriatus este o specie de păianjeni din genul Lepthyphantes, familia Linyphiidae, descrisă de Simon și Fage în anul 1922.
Este endemică în Kenya. Conține o singură subspecie: L. b. infans.